# Dobrich (huyện)
Dobrich là một huyện thuộc tỉnh Dobrich, Bungaria. Dân số thời điểm năm 2001 là 25736 người.